# Porta di Tamerlano

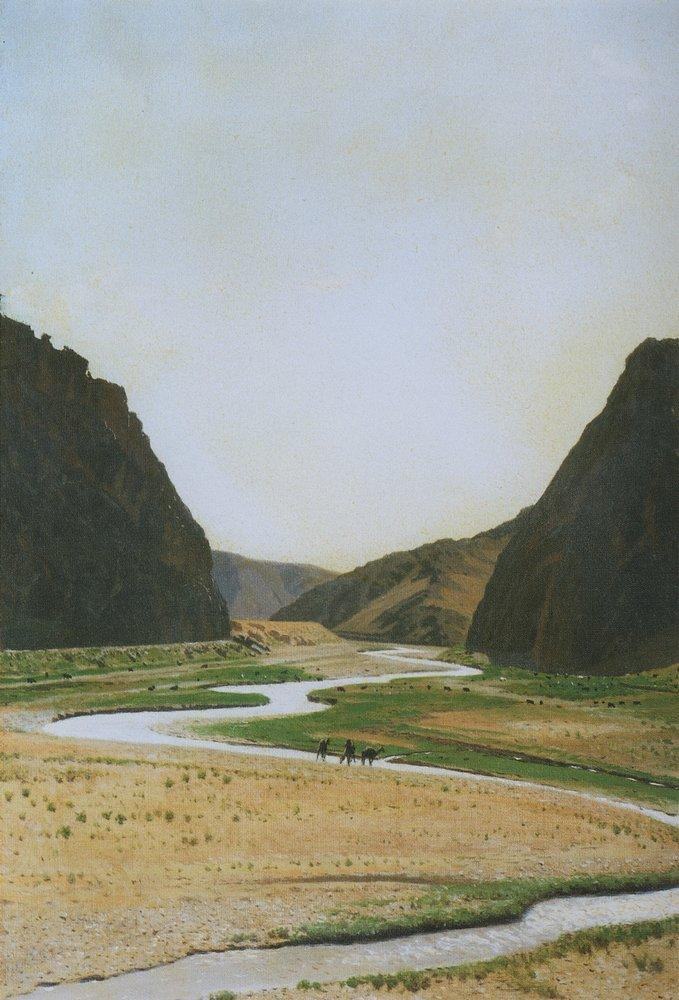
La Porta di Tamerlano in un dipinto di Vereshchagin (1871).

La Porta di Tamerlano è una vallata più o meno stretta situata nel punto in cui il fiume Sanzar si fa strada attraverso le catene montuose del Malguzar e del Nuratau, nella parte occidentale del sistema montuoso Gissar-Alai (Uzbekistan). Si trova a 15 km di distanza dalla città di Jikkakh.
La larghezza di questa gola, situata tra due pareti scoscese, è di 120-130 metri, ma in alcuni punti può ridursi a 40 metri. Attraverso di essa passano l'autostrada e la ferrovia che collegano Samarcanda a Tashkent. Nella parte superiore di una delle pareti si possono leggere iscrizioni in persiano. Una di esse è stata realizzata per ordine di Ulugh Beg, astronomo e governatore di Samarcanda, nipote di Tamerlano.